# Zby atlanticus
Zby atlanticus es la única especie conocida del género extinto Zby  de dinosaurio saurópodo turiasauriano, que vivió a finales del período Jurásico, entre 155 y 150 millones de años durante el Kimmeridgiense, En lo que es hoy Europa. Sus restos se han hallado en estratos del Jurásico Superior en la Formación Lourinhã, en el centro-oeste de Portugal. Solo contiene a una especie, Zby atlanticus. Debe su nombre a Georges Zbyszewski, quien estudio la geología y la paleontología de Portugal.
Zby fue descrito y nombrado originalmente por Octávio Mateus, Philip D. Mannion y Paul Upchurch en 2014, aunque inicialmente se pensó que era Turiasaurus riodevensis. Es conocido exclusivamente a partir de su holotipo, un esqueleto parcial hallado con huesos asociados que incluyen un diente entero con la raíz, un fragmento de un arco neural cervical, un cheurón anterior, y la parte derecha completa de la cintura escapular y el miembro delantero. 
Zby se diferencia de otros saurópodos basándose en cuatro autapomorfias o rasgos únicos, incluyendo un borde prominente que se proyecta posteriormente en el húmero al nivel de la cresta deltopectoral. Se ha sugerido que Zby está emparentado de cerca con Turiasaurus riodevensis que proviene de depósitos aproximadamente contemporáneos en el este de España, con base en su morfología dental, la notoria compresión anteroposterior del extremo proximal del radio, y el fuerte biselado de la mitad lateral del extremo distal del radio, mientras que otros rasgos del miembro delantero distinguen a ambos géneros. Casi todas las otras características anatómicas sugieren que Zby es un eusaurópodo no neosaurópodo, lo que confirma su posición en Turiasauria. Se estima que Zby mide alrededor de 16 a 18 metros de largo.